# Мастіно I делла Скала
Мастіно I делла Скала (*Mastino I della Scala, д/н — 26 жовтня 1277) — сеньйор Верони у 1260—1277 роках.

## Життєпис

### Боротьба за владу
Походив з роду Скалігерів. Син Якопіно делла Скали, заможного торгівця тканинами та вовною, і Елізи Супербі. При народжені отримав ім'я Леонардо (Леонардіно). На думку деяких дослідників прізвисько Мастіно отримав на честь породи собак мастіно неаполітано.
На той час найуспішнішим був Федеріко делла Скала, дядько Леонардіно, але він втратив довіру Еццеліно III да Романо, коли у 1247 році Федеріко разом з братом Боніфацієм делла Скала і тестем Бонінсенью було звинувачено у змові проти Еццеліно III. На думку останнього, змовники хотіли віддати владу в Вероні Аццо VII д'Есте, всіх заарештували і в ланцюгах привели на Ринкову площу, де і спалили на вогнищі як зрадників.
Був соратником Еццеліно III да Романо. У 1248 році призначається подестою міста Черея. Посол під час війни в Лоді з міланцями в 1251 році. Домігся 1252 року призначення зведено брата Манфредо очільником абатства Сан-Дзено, одного з найбагатших у Вероні.
Після смерті Еццеліно III у Вероні почалася політична криза. Влада в місті належала Раді голів цехів, яких називали гастальдо. Вони вибирали подесту міста, якому на рік доручалося керувати Вероною. Серед 346 батьків родин в місті, які мали вагу і входили до Великої ради Веронської комуни вказано і ім'я Леонардіно делла Скала.
В 1259 році Леонардіно делла Скала був обраний на посаду подести Верони, тобто глави міста з адміністративними і судовими правами. Його підтримали всі цехи ремісників, важлива частина політичної влади і основна економічна сила міста. 1260 році стає капітаном-дель-пополо, тобто йому підпорядковуються військові загони Верони. У 1261 році Леонардіно обирають подестою Торгових палат Domus Mercatorum.
У 1262 році Леонардіно делла Скала балотувався на посаду подести, але Рада голів цехів оголосити його пожиттєвим подестою Верони. Цього вдалося також досягнути завдяки братові Гвідо делла Скала, єпископу Верони. Відтоді відомий як фактичний синьйор Верони Мастіно I.

### Володар Верони
Головними цілями правителя були: зміцнення внутрішнього становища свого роду та розширення володінь Верони. Для цього необхідно було набути значних фінансів, сприяти економічному піднесенню, що давало можливість створити потужне наймане військо. На певний період часу необхідно було зберігати мир з сусідами. З огляду на це 1262 року укладається мирний договір з Мантуєю, один з найбільш небезпечних ворогів.
До 1269 році перебував також на посаді подести Торгових палат Верони. В цей час вдалося зміцнити союз з очільниками найбагатших і найвпливовіших цехів Верони, а також католицькою церквою.
При цьому на внутрішні настрої в місті мали вплив загальноіталійські події: боротьба між гвельфами і гібеллінами. Мастіно I був прихильником гібеллінів, тобто імператора Священної Римської імперії. Тому невдовзі після здобуття влади наказав вигнати графа Людовіко Сан-Боніфачо, очільника гвельфів Верони. Водночас дає дозвіл на мешкання членам Ордену францисканців.
Зміцнивши владу, делла Скала розпочав активну зовнішню політику. У 1265 році завоював Тренто, у 1266 році війська Верони захопили Віченцу, але спроба зайняти Брешію виявилася невдалою. Проте тут він стикнувся є єпископами Тироля, які не бажали розширення меж Веронської комуни. Вирішити це питання Мастіно I розраховував за допомогою Конрадіна Гогенштауфена, короля Сицилії та герцога Швабії. 1267 році Мастіно I урочисто зустрів останнього.
Потім супроводжував Гогенштауфена до Павії, незважаючи на погрози анафемою від папи Климента IV (прихильника Карла Анжуйського — суперника Конрадіна). Під час відсутності Мастіно I очільник гвельфів Са-Боніфачо спробував захопити Верону, проте зміг лише здобути фортеці Леньяго, Віллафранка, Іллазі. В одній з битв загинув брат Мастіно I — Федеріко Бокка. Зрештою веронське військо придушило заколот.
У 1273 році отримав від короля Рудольфа I Габсбурга регалії на Верону, цим було фактично визнана влада Мастіно I. 1274 року вдалося призначити подестою Мантуї брата Мастіно I — Альберто.
1275 році вступив у конфлікт з папою Климентом IV, який остерігався швидкого посилення делла Скала. У 1276 року для замирення Мастіно I оголосив похід проти єретиків-патаринів, що мешкали в Сірміоне біля озера Гарда. Їх було переможено, 200 захоплено й доправлено до в'язниці Верони.
У 1277 році Мастіно I делла Скала оголошено капітаном і ректором усіх ремесел і народу, що означало остаточне визнання його авторитету, передачі необмеженою влади. Саме з цього часу постає офіційна синьорія Скалігерів у Вероні.

### Загибель
Мастіно I загинув внаслідок побутового конфлікту. Знатний молодий веронець Антоніо Ногарола зґвалтував дівчину з заможної родини Пігоцці. Родина дівчини і її родичі Скарамеллі зажадали справедливості — стратити винуватця. Мастіно делла Скала намагався вирішити це питання мирним шляхом, і з метою збереження миру і спокою в місті, запропонував ґвалтівнику одружитися з дівчиною. Пігоцці не погодилися на це розв'язання конфлікту, організували змову на чолі з Існардо де Скарамеллі, вбивши Мастіно і Антоніо в темному вузькому провулку, званому Вольт Барбаро, 17 жовтня 1277 року. Проте родини вбивці були знищені натовпом, який також зруйнував палаци Пігоцці та Скарамеллі. Владу перебрав брат загиблого — Альберто I.

## Родина
1. Дружина невідома.
Діти:
- Ніколло (1267-?), подеста Мантуї з 1291 року

2. Коханка — Зілія.
Діти:
- Бартоломео (д/н-1291), єпископ Верони у 1281—1292 роках
- П'єтро (д/н-1295), єпископ Верони у 1291—1295 роках
- Франческо (д/н — після 1316)
- Верде, дружина Аццо Савілате з Парми
- Гвідо (д/н), з 1268 року ректор церкви Св. Томміо